# Liste von Klöstern und Stiften im Saarland

Verwaltungsgliederung Saarland

Die Liste von Klöstern im Saarland nennt bestehende und ehemalige Klöster und Stifte im Saarland.

## Liste

### Landkreis Merzig-Wadern
| Name                        | Ort      | Orden                                          | Status             | Bemerkungen                                                                                              | Bild |
| --------------------------- | -------- | ---------------------------------------------- | ------------------ | --- | ---- |
| Kloster Merzig              | Merzig   | Augustiner-Chorherren, später Prämonstratenser | ehemaliges Kloster | Gegründet um 1200. Erhalten ist die Kirche St. Peter.                                                    |      |
| Abtei Sankt Peter und Maria | Mettlach | Benediktiner                                   | ehemaliges Kloster | Gegründet Ende des 7. Jahrhunderts. Zur Abtei zählt die Lutwinuskapelle und die Kirchenruine Alter Turm. |      |

### Landkreis Neunkirchen
| Name               | Ort       | Orden                    | Status             | Bemerkungen                            | Bild |
| ------------------ | --------- | ------------------------ | ------------------ | -------------------------------------- | ---- |
| Kloster Neumünster | Ottweiler | Benediktinerinnenkloster | Ehemaliges Kloster | Neugründung 1005. Romanische Baureste. |      |

### Regionalverband Saarbrücken
| Name                       | Ort         | Orden              | Status             | Bemerkungen                                                              | Bild |
| -------------------------- | ----------- | ------------------ | ------------------ | ------------------------------------------------------------------------ | ---- |
| Oblatenkloster Saarbrücken | Saarbrücken |                    | ehemaliges Kloster |                                                                          |      |
| Stift Sankt Arnual         | Saarbrücken |                    | ehemaliges Kloster | [ 1 ]                                                                    |      |
| Kommende St. Elisabeth     | Saarbrücken | Deutschherrenorden | Ehemaliges Kloster | Gegründet im 13. Jahrhundert. Zur Anlage zählt die Deutschherrenkapelle. |      |

### Landkreis Saarlouis
| Name              | Ort                              | Orden            | Status             | Bemerkungen                          | Bild |
| ----------------- | -------------------------------- | ---------------- | ------------------ | ------------------------------------ | ---- |
| Heiligenborn      | Bous                             | Redemptoristen   |                    | 1949                                 |      |
| Abtei Fraulautern | Saarlouis, Stadtteil Fraulautern | Augustinerinnen  | ehemaliges Kloster |                                      |      |
| Abtei Wadgassen   | Wadgassen                        | Prämonstratenser | ehemaliges Kloster | Gegründet 1135.                      |      |
| Canisianum        | Saarlouis                        | Augustiner       |                    | Gegründet 1691. Neubau Kapelle 1901. |      |
| Gertrudenstift    | Saarlouis                        |                  |                    | Im Jahr 1936 geschlossen.            |      |

Siehe auch: Klöster in Saarlouis

### Saarpfalz-Kreis
| Name                            | Ort                            | Orden                            | Status             | Bemerkungen                                                                                    | Bild |
| ------------------------------- | ------------------------------ | -------------------------------- | ------------------ | ---------------------------------------------------------------------------------------------- | ---- |
| Franziskanerkloster Blieskastel | Blieskastel                    | Franziskaner-Rekollekten         | ehemaliges Kloster | Gründet 1775, mit Beschluss vom 9. Juni 1802 aufgehoben. Erhalten ist heute die Schlosskirche. |      |
| Kloster Blieskastel             | Blieskastel                    | Franziskaner-Minoriten           |                    |                                                                                                |      |
| Kloster Gräfinthal              | Mandelbachtal                  | Wilhelmitinnen                   | ehemaliges Kloster | Ruine erhalten.                                                                                |      |
| Franziskanerkloster Homburg     | Homburg                        | Franziskaner                     | Ehemaliges Kloster | Errichtet 1697 bis 1699. 1952 abgebrochen.                                                     |      |
| Kloster Wörschweiler            | Homburg, Ortsteil Wörschweiler | Benediktiner, dann Zisterzienser | Ehemaliges Kloster | Gegründet um 1200. Ruine erhalten.                                                             |      |

### Landkreis St. Wendel
| Name                            | Ort    | Orden        | Status | Bemerkungen                                                                  | Bild |
| ------------------------------- | ------ | ------------ | ------ | ---------------------------------------------------------------------------- | ---- |
| Benediktinerabtei St. Mauritius | Tholey | Benediktiner |        | Gegründet im 8. Jh. Die Abteikirche stammt aus dem 13. Jh. 1950 wiederbelebt |      |